# Vahide Perçin
Vahide Perçin (Izmir, Törökország, 1965. június 13. –) török színésznő. Legismertebb alakítását a Szulejmán című sorozat negyedik, utolsó évadában nyújtotta Hürrem szultána szerepében 2013 és 2014 között.

## Életpályája
Görög bevándorlócsaládból származik. Édesapja kamionsofőr, édesanyja háztartásbeli. Dokuz Eylül Egyetemen szerzett diplomát, majd az ankarai Városi Színházhoz szerződött.

## Magánélete
1991-ben feleségül ment Altan Gördüm színészhez. Egy lánya van, Alize (1994).
2013-ban vált el férjétől.

## Filmográfia

### Filmek
- Istanbul Tales: Hürrem (2005)
- İlk Aşk: Nevin (2006)
- İyi Seneler Londra: Ferda (2007)
- Cars of the Revolution: Suna (2008)
- Zephyr: Ay (2011)
- Ayhan Hanım: Ayhan (2012)
- Kapı: Şemsa (2019)

### Televízió
- Bir İstanbul Masah: Suzan Kozan (2003–2005)
- Hırsız Polis: Fulya (2005–2007)
- Annem: Zeynep Eğilmez (2007–2009)
- Feriha: Zehra Yılmaz (2011–2012) (Magyar hang: Bognár Anna)
- Merhaba Hayat: Deniz Korel (2012–2013) (Magyar hang: Makay Andrea)
- Szulejmán: Hürrem szultána (idős) (2013–2014) (Magyar hang: Bognár Anna)
- Göç Zamanı: Cennet (2016)
- Anya: Gönül Aslan (2016–2017) (Magyar hang: Kovács Nóra)
- Remények földje: Hünkar Yaman (2018–2020) (Magyar hang: Kovács Nóra)
- Megtévesztve: Güzide (2022–2024) (Magyar hang: Kovács Nóra)

### Színház
- Yer Demir Gök Bakır (1992)
- 403 Kilometre (1993)
- Pazar Keyfi (1994)
- Şeytan Örümceği (1996)
- Play the Game (1997)
- Peace (1998)
- Köse Dağın Köprüsü (1999)
- Ayrılık (2000)
- Kızılırmak Karakoyun (2001)
- The Crucible (2001)
- Extraordinary Night (2002)
- Little Martial Crimes (2007)